# La Ferrière (Indre-et-Loire)
La Ferrière ist eine französische Gemeinde mit 312 Einwohnern (Stand: 1. Januar 2022) im Département Indre-et-Loire in der Region Centre-Val de Loire; sie gehört zum Arrondissement Loches und zum Kanton Château-Renault. Die Einwohner werden Ferrillons genannt.

## Geographie
La Ferrière liegt etwa 26 Kilometer nördlich von Tours. Umgeben wird La Ferrière von den Nachbargemeinden Les Hermites im Norden, Monthodon im Osten, Saint-Laurent-en-Gâtines im Süden sowie Marray im Westen.

## Bevölkerungsentwicklung

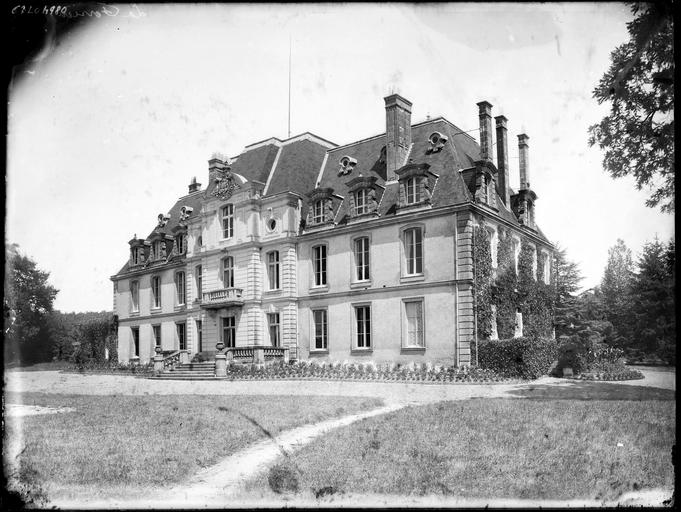
Alte Postkarte des Schlosses in La Ferrière

| Jahr                       | 1962 | 1968 | 1975 | 1982 | 1990 | 1999 | 2006 | 2013 |
| Einwohner                  | 233  | 222  | 194  | 206  | 198  | 214  | 274  | 301  |
| Quellen: Cassini und INSEE |      |      |      |      |      |      |      |      |